# The Tramp's Unexpected Skate
The Tramp's Unexpected Skate è un cortometraggio muto del 1901 diretto da Edwin S. Porter.
Ennesima variazione sul tema dei "ragazzini dispettosi", che tanta fortuna ebbe nel cinema fin dalle origini. Come nel caso di Love in a Hammock (1901) di James H. White, sempre prodotto dalla Edison Manufacturing Company, i due attori bambini non sono accreditati, né si conosce la loro identità.

## Trama
Due discoli attaccano i loro pattini a rotelle ai piedi di un barbone, che dorme sotto un albero. Svegliatolo all'improvviso, i ragazzini lo prendono in giro. È uno scherzo crudele. Il barbone balza in piedi ma mantenere l'equilibrio sui pattini non è semplice, scivola e cade a terra in continuazione, mentre i due ragazzini ridono divertiti.

## Produzione
Il film fu prodotto dalla Edison Manufacturing Company.

## Distribuzione
Distribuito dalla Edison Manufacturing Company, il film uscì nelle sale cinematografiche degli Stati Uniti nel 1901.